# Joseph De Beer
Joseph Esmond Samuel de Beer (Wetteren, 1887 - Deurne, 7 februari 1953) was een Belgisch museumdirecteur.

## Levensloop
Als kunsthistoricus en conservator besteedde De Beer zijn inspanningen vooral ten voordele van het kasteel Sterckshof.
Het kasteel (of wat er toen van overbleef) behoorde tot het domein Rivierenhof, dat in 1921 door de provincie Antwerpen werd aangekocht. Na heel wat discussies over wederopbouw en bestemming van het kasteel, werd het in bruikleen gegeven aan de in 1934 opgerichte Vereeniging Museum voor Vlaamsche Beschaving en Openluchtmuseum. In mei 1938 was de overdracht een feit en werd het kasteel meteen als museum opengesteld.
Bestuurder geworden van de vereniging, nam Joseph De Beer als onbezoldigd conservator zijn intrek in het kasteel. Hij wilde het Sterckshof naar het voorbeeld van musea in Arnhem en Skansen uitbouwen tot een museum en vooral ook een openluchtmuseum over het dagelijks leven uit het verleden en over de volkscultuur van de Vlamingen. In afwachting van de realisatie van het openluchtmuseum vulde hij het kasteel van de kelders tot de zolders met een massa archeologische, natuurhistorische, volkskundige en kunstambachtelijke collecties. Hoofdzakelijk als gevolg van zijn inspanningen verwierf het museum een indrukwekkende collectie van archeologische en artistieke objecten.
Na de Tweede Wereldoorlog zette De Beer zich in om toelagen te verwerven voor het museum, waar hij vanaf 1951 in slaagde. Het kasteel en museum werd in 1953 door de provincie Antwerpen overgenomen, kort na de dood van De Beer. Het werd omgevormd tot Provinciaal Museum voor Kunstambachten.

## Monuments Man
Tijdens de Tweede Wereldoorlog werden door de nazi's in heel Europa duizenden klokken geroofd, die moesten gesmolten worden om te dienen voor het maken van kanonnen.
De tegenstand in België gaf aanleiding in mei 1943 tot het oprichten door het ministerie van Onderwijs van een Commissie voor het beschermen van klokken, met Joseph de Beer als voorzitter. Onder de leden bevonden zich onder meer Max Winders, Jozef Muls, Constant Leurs en dom Joseph Krebs.
Een inventaris van de aanwezige klokken werd opgesteld en een evaluatie gemaakt. Klokken gesmolten na 1850 kregen het kenmerk 'A' en werden, met tegenzin, vrijgegeven voor vervoer naar Duitsland. De klokken met het kenmerk 'D', gesmolten voor 1720, werden verstopt. Alle klokken uit de veertiende eeuw of vroeger werden in de grond begraven.
Een fotografische inventaris van alle klokken werd opgesteld in de hoop er na de oorlog een aantal van terug te vinden.
Naarmate de geallieerde legers Duitsland binnentrokken, werden de Belgische klokken gezocht. De Beer trok vaak naar Duitsland, in samenwerking met de Monuments Men. Hij werkte samen met de Britse Monuments Man majoor Ronald Balfour, die in oktober 1944 optekende dat de Beer bij zich droeg "a mass of somewhat disordered information and a fine collection of photographs of war damaged buildings and of bells, taken by himself".
Na de Duitse nederlaag bevonden zich nog duizenden klokken in de dokken van de haven van Hamburg. Vanaf de zomer van 1945 begonnen enkele Britse Monuments Men met het sorteren en identificeren van de klokken. De Beer begaf zich naar Hamburg met zijn inventaris, die van onschatbare waarde bleek voor de identificatie en de repatriëring van Belgische klokken.